# Las Lomas (Ayabaca)
Las Lomas es un caserío peruano ubicado en el distrito de Pacaipampa, perteneciente a la provincia de Ayabaca del departamento de Piura, al norte del Perú.

## Ubicación
Las Lomas se ubica al sureste de la provincia de Ayabaca, en el distrito de Pacaipampa, en el departamento de Piura.

## Demografía
En 2017 Las Lomas tenía una población de 300 habitantes.
| Gráfica de evolución demográfica de Las Lomas entre 1993 y 2017 |
|                                                                 |
| Fuentes: Población 1993 y 2017                                  |